# Zarzuela del Monte
Zarzuela del Monte è un comune spagnolo di 547 abitanti situato nella comunità autonoma di Castiglia e León.